# Фусімі Хіроясу
Принц Фусімі Хіроясу (нім. 伏見宮博恭王, 16 жовтня 1875, Токіо — 16 серпня 1946, Токіо) — японський флотоводець, маршал Імперського флоту, 23-й голова молодшої гілки Імператорського дому Японії Фусімі-но-мія.

## Біографія
Син 22-го голови роду Фусімі принца Саданару (1858—1923) і Тосіко Арісугава (1858—1927), дочки принца Арісугава Тарухіто. В 1886 році був відправлений у військової академії Імперського флоту в Цукідзі, в 1889/95 роках проходив навчання в Кілі. Повернувся в Японію в 1895 році, служив на крейсерах «Іцукусіма», «Мацусіма», «Асама» та «Ідзумо», броненосці «Фудзі» та «Асахі».

## Сім'я
9 січня 1896 року принц Хіроясу одружився з Цунеко Токуґава (1882—1939), дев'ятою донькою останнього сьогуна Японії — Йосінобу Токуґава. В пари народилися 7 дітей:
- Принц Хіройосі (1897 — 1938) — морський офіцер, учасник Другої японо-китайської війни;
- Принцеса Ясуко (1898 — 1919) — дружина маркіза Асано Нагатаке;
- Принц Хіротада (1902 — 1924) — морський офіцер, засновник роду Катьо-но-мія (1904 — 1924);
- Принц Хіронобу (1905 — 1970) — морський офіцер, член японського парламенту, в 1939/45 роках — начальник Морської академії в Етадзімі;
- Принцеса Ацуко (1907 — 1936) — дружина графа Кійосі Юкіясу;
- Принцеса Томоко (1907 — 1947) — дружина принца Куні Асаакура;
- Принц Хірохіде (1912 — 1943) — льотчик морської авіації, загинув під час Другої світової війни.

## Нагороди

### Королівство Пруссія
- Орден Корони (Пруссія) 1-го класу (22 червня 1895)
- Орден Червоного орла, великий хрест (1 лютого 1910)

### Японська імперія
- Орден Квітів павловнії (3 листопада 1895)
- Орден Священного скарбу 1-го класу
- Орден хризантеми з великою стрічкою (3 листопада 1905)
- Орден Золотого шуліки
  - 4-го класу (1 квітня 1906)
  - 1-го класу (4 квітня 1942)
- Медаль Російсько-японської війни 1904-1905 (1 квітня 1906)
- Військова медаль 1914-1920 (1 листопада 1920)
- Пам'ятна медаль реконструкції імперської столиці (5 грудня 1930)
- Знак маршала (27 травня 1932)
- Пам'ятна медаль «2600 років Японії» (15 серпня 1940)
- Медаль члена Японського Червоного Хреста
- Орден Заслуг Червоного Хреста

### Корейська імперія
- Орден Цвітіння сливи з великою стрічкою (4 серпня 1901)
- Орден Золотого Правителя з великою стрічкою (1 лютого 1910)

### Королівство Італія
- Вищий орден Святого Благовіщення (14 лютого 1910)
- Орден Святих Маврикія та Лазаря, великий хрест (14 лютого 1910)
- Орден Корони Італії, великий хрест (14 лютого 1910)

### Інші країни
- Орден Подвійного дракона 1-го ступеня, 2-й клас (Династія Цін; 9 травня 1903)
- Королівський Вікторіанський орден, почесний великий хрест (Британська імперія; 25 січня 1910)
- Орден Карлоса III, великий хрест (Іспанія; 8 березня 1910)
- Орден Почесного легіону, великий хрест (Франція; 14 березня 1910)
- Королівський угорський орден Святого Стефана, великий хрест (Австро-Угорщина; 21 березня 1910)
- Орден Андрія Первозванного (Російська імперія; 11 квітня 1910)
- Орден Нідерландського лева, великий хрест (27 квітня 1910)
- Орден Леопольда I, великий хрест (Бельгія; 4 травня 1910)
- Орден Королівського дому Чакрі (Сіам; 28 листопада 1911)